# Beach Mix
Beach Mix è il sesto album di remix della cantante giapponese Koda Kumi. Suo primo album disponibile nel formato playbutton, è stato pubblicato il 1º agosto 2012 dalla Rhythm Zone anche nei formati CD e CD+DVD. L'album ha finora venduto 33 225 copie.

## Tracce
CD
1. Whatchu Waitin' On? – 3:36 (Koda Kumi, Matthew Tishler, Daniel J.Plante)
2. KO-SO-KO-SO (Prog5 Remix) – 3:20 (Koda Kumi, Allan P. Grigg, Kenichi Takemoto)
3. Bling Bling Bling (feat. AK-69) (Electro Rave Allstars Remix) – 2:44 (Koda Kumi, Alex Gerrings)
4. Hey baby! (Future House United Remix) – 3:00 (Koda Kumi, Shinjiro Inoue)
5. V.I.P. (feat. T-Pain) (Sunset In Ibiza Remix) – 2:54 (Koda Kumi, Toby Gad, Jessica Cornish, T-Pain)
6. Pop Diva (KOZMR Remix Lucas Valentine) – 2:58 (lil' showy)
7. Be Ny Baby (4 Skips Remix) – 2:29 (Kōji Kikkawa, Tomoyasu Hotei)
8. No Tricks (Shohei Matsumoto & Junichi Matsuda Remix) – 3:38 (Koda Kumi, Daisuke Imai)
9. Heat (feat. MEGARYU) (REO Remix) – 3:50 (Koda Kumi, MEGARYU)
10. Cutie Honey (Habanero Posse Remix) – 2:22 (Claude Q., Takeo Watanabe)
11. D.D.D. (feat. SOULHEAD) (Pink Chameleons Remix) – 2:59 (SOULHEAD, Octopussy)
12. Come With Me (Overhead Champion Remix) – 2:06 (Koda Kumi, Yumi Kawamura, h-wonder)
13. Twinkle (R-midwest Remix) – 4:10 (Koda Kumi, Sachi Bennettm, h-wonder)
14. Lick Me♥ (Floorbreaker Remix) – 3:20 (Koda Kumi, Yoo)
15. Cherry Girl (Sunset In Ibiza Remix) – 3:05 (Koda Kumi, Curtis A. Richardson, Charlene Gilliam, Andreao Heard, Sherrod Barnes)
16. TABOO (KOZMR Remix スグル・ヤマモト) – 3:34 (Koda Kumi, Hiro)

### DVD
1. Whatchu Waitin' On? (Videoclip)
2. Whatchu Waitin' On? (Making Of)
3. a-nation & Rhythm Zone BEST SELECTION

a-nation & Rhythm Zone BEST SELECTION (Brani contenuti nella traccia 3)
1. a-nation'03 - Come With Me
2. a-nation'05 - Cutie Honey (キューティーハニー)
3. a-nation'05 - real Emotion
4. Rhythm Nation'06 - D.D.D.
5. Rhythm Nation'06 - Unmei (運命; Destiny)
6. Rhythm Nation'06 - Ningyo-hime (人魚姫; Mermaid Princess)
7. Rhythm Nation'06 - Cherry Girl
8. a-nation'07 - Girls
9. a-nation'08 - Lady Go!
10. a-nation'08 - Moon Crying
11. a-nation'08 - FREAKY
12. a-nation'09 - Lick me♥
13. a-nation'09 - Ecstasy
14. a-nation'10 - Lollipop
15. a-nation'10 - Universe
16. a-nation'11 - Be My Baby
17. a-nation'11 - Bling Bling Bling

## Classifiche
| Classifica                      | Posizione raggiunta |
| ------------------------------- | ------------------- |
| Giappone (Oricon Daily Chart)   | 3                   |
| Giappone (Oricon Weekly Chart)  | 4                   |
| Giappone (Oricon Monthly Chart) | 20                  |
| World Albums Top 40             | 29                  |

## Date di Pubblicazione
| Nazione   | Data           | Formato    | Etichetta   | Catalogo     |
| --------- | -------------- | ---------- | ----------- | ------------ |
| Giappone  | 1º agosto 2012 | CD         | Rhythm Zone | RZCD-59119   |
| Giappone  | 1º agosto 2012 | CD+DVD     | Rhythm Zone | RZCD-59118/B |
| Giappone  | 1º agosto 2012 | Playbutton | Rhythm Zone | AQZ1-50743X  |
| Taiwan    | 3 agosto 2012  | CD+DVD     | Avex Taiwan | AVJCD10511/A |
| Hong Kong | 10 agosto 2012 | CD+DVD     | Avex Asia   |              |